# جورج بلوم (صحفي)
جورج بلوم (بالألمانية: Georg Blume)‏ هو صحفي ألماني، ولد في 1963 في هانوفر في ألمانيا.